# Fiódor Dostoievski
Fiódor Mikhàilovitx Dostoievski (en rus: Фёдор Миха́йлович Достое́вский, Moscou, 11 de novembre de 1821 – Sant Petersburg, 9 de febrer de 1881) fou un dels escriptors més grans de la literatura russa.
El seu pare, un home cruel i tirànic, l'obligà a estudiar la carrera d'enginyer militar (1838-1843) malgrat la vocació literària que Fiódor tenia des de l'adolescència. La seva literatura explora la psicologia humana en el complicat context polític, social i espiritual de la societat russa del segle xix, i les seves idees han influenciat la literatura moderna i diverses escoles de teologia i psicologia. Walter Kaufmann va citar els Apunts del subsol (Zapiski iz pódpolia) (1864), escrits en l'amarga veu de l'anònim «home subterrani», com «la millor obertura per a l'existencialisme que s'ha escrit mai». Crim i càstig és considerada una de les obres més conegudes de la literatura occidental.
Màxim representant, segons el tòpic, de la «novel·la d'idees», a les seves obres apareixen evidents trets de modernitat, sobretot en el tractament del detall i de la quotidianitat, en el to vívid i real dels diàlegs i en el sentit irònic que esbossa, a vegades, juntament amb la tragèdia moral dels seus personatges. Alguns erudits, com Bakhtín, han caracteritzat la seva obra com a polifònica, pel fet d'incloure una diversitat de punts de vista i veus, que recorden l'entramat de la polifonia musical.
Dostoievski, que havia patit molt (i deia que per ésser poeta –escriptor– cal patir molt), fou un gran coneixedor de l'ànima humana i dels impulsos contradictoris que sorgeixen de l'inconscient. També comprengué, amb lucidesa genial, les contradiccions de la societat capitalista. Per ell no hi havia imaginació més rica que la mateixa vida, a la qual l'artista sempre ha d'ésser fidel. Ell sabé ésser-ho com pocs escriptors; cadascun dels seus personatges parla amb la seva pròpia veu. La seva obra, tot i ser escrita al segle xix, reflecteix l'home i la societat d'avui.
La major part dels crítics coincideixen a afirmar que Dostoievski, Dante Alighieri, William Shakespeare, Miguel de Cervantes, Victor Hugo i uns pocs elegits més són els escriptors que han influït decisivament en la literatura del segle xx, especialment pel que fa a l'existencialisme i l'expressionisme.

## Biografia

### Primers anys
Fiódor va ser el segon dels set fills de Mikhaïl Andréievitx Dostoievski i la seva esposa Maria Fiódorovna Netxàieva. El pare, molt autoritari, era un metge de l'hospital per a pobres, Mariïnski de Moscou; la mare era vista pels seus fills com un refugi d'amor i Fiódor hi va trobar protecció i afecte. Aquests dos extrems van marcar l'ambient familiar en la infància de Dostoievski. El 1837 va morir la mare a causa de tuberculosi i aquest fet va sumir el pare en la depressió i l'alcoholisme, cosa que va provocar que finalment Fiódor i el seu germà Mikhaïl fossin enviats a l'Escola d'Enginyers Militars de Sant Petersburg, lloc on el jove Fiódor començaria a interessar-se per la literatura.
El 1839, quan tenia 18 anys, li va arribar la notícia que el seu pare havia mort. Els serfs mancomunats de Mikhaïl Dostoievski, enfurismats després d'un dels brutals atacs de violència provocats per la beguda, l'havien immobilitzat i li havien fet beure vodka fins a morir ofegat. Una altra història suggereix que Mikhaïl va morir per causes naturals, però que un terratinent veí seu va inventar-se la història de la rebel·lió per comprar la finca a un preu més reduït. En part, Fiódor es va culpar posteriorment d'aquest fet per haver desitjat la mort del pare en moltes ocasions. Sigmund Freud es va fixar en aquests fets per redactar, el 1928, el seu famós article «Dostoievski i el parricidi».

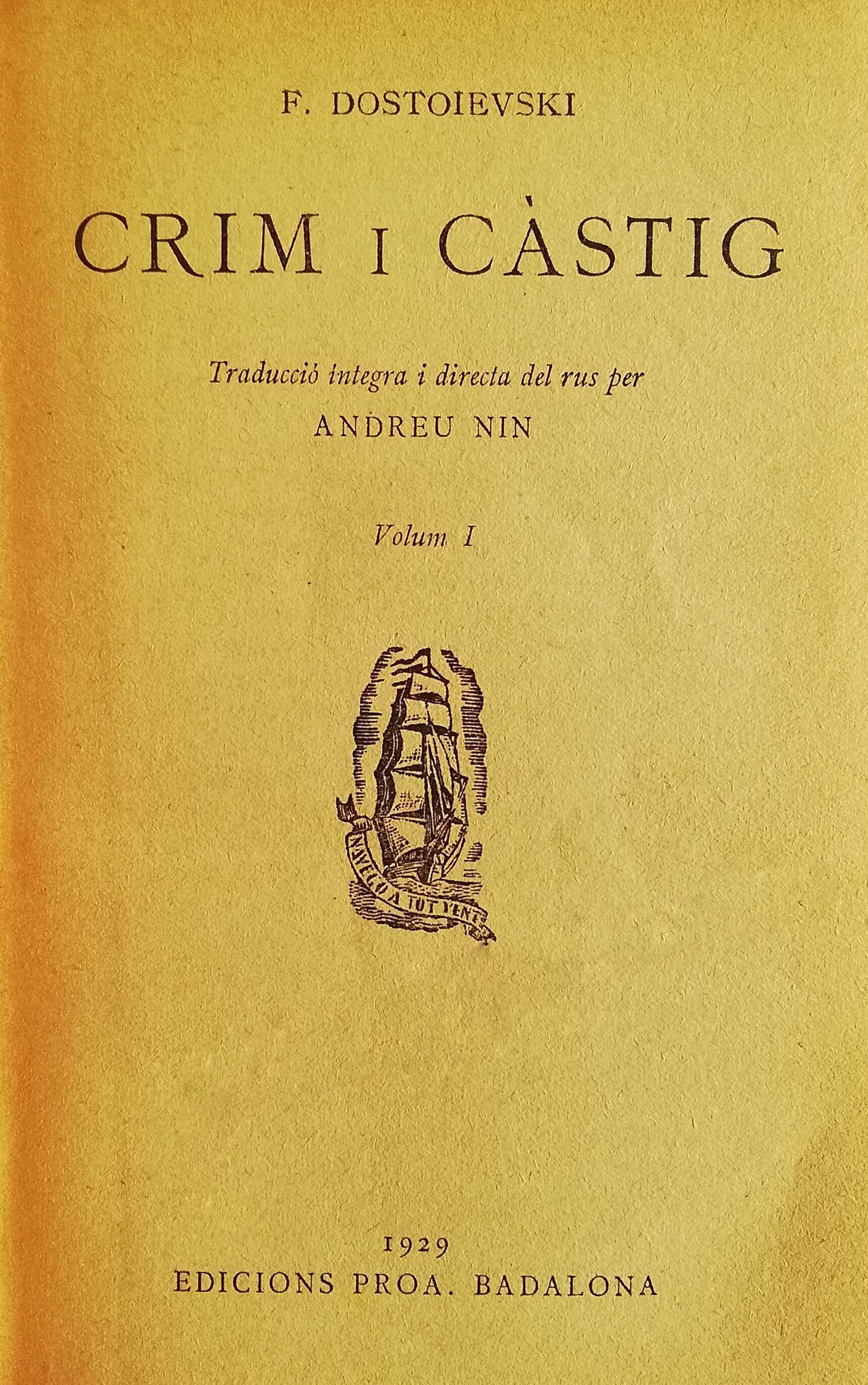
Crim i Càstig de Dostoievski traduïda al català i publicada a Badalona l'any 1929 dins la col·lecció A tot vent

Dostoievski patia d'epilèpsia i el seu primer atac va succeir quan tenia nou anys. Durant la seva vida va patir atacs epilèptics de manera esporàdica i es creu que aquestes experiències van formar les bases per a la descripció de l'epilèpsia del príncep Mixkin a la novel·la L'idiota i la de Smerdiakov a Els germans Karamàzov.
Als divuit anys, la notícia de la mort del pare, torturat i assassinat per un grup de llauradors, va estar a punt de fer-li perdre la raó. Aquest esdeveniment el va marcar com una revelació, ja que va sentir aquest crim com a seu, per haver arribat a desitjar-ho inconscientment. En acabar els estudis, tenia vint anys; va decidir llavors romandre a Sant Petersburg, on va guanyar alguns diners fent traduccions.

### Inicis de la carrera literària

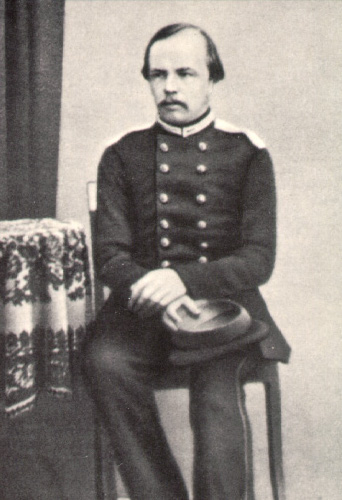
Dostoievski a l'Acadèmia Militar

A l'Acadèmia d'Enginyeria Militar de Sant Petersburg, Dostoievski va aprendre matemàtiques, una matèria que menyspreava. També va estudiar les obres de Shakespeare, Pascal, Victor Hugo i ETA Hoffmann i, tot i decantar-se més per altres àrees, va superar amb nota els exàmens de matemàtiques i rebé una distinció el 1841. Aquell mateix any, va escriure dues peces teatrals, Maria Stuart i Borís Godunov, obres influenciades pel poeta romàntic alemany Friedrich Schiller; cap de les dues obres no es conserva. Dostoievski, de jove, es descrivia com un «somniador» i un admirador de Schiller. El 1843, va acabar els estudis d'Enginyeria, va adquirir el grau militar de subtinent i es va incorporar a la Direcció General d'Enginyers a Sant Petersburg.
El 1844, Honoré de Balzac va visitar Sant Petersburg i Dostoievski, com a mostra d'admiració, va decidir traduir Eugénie Grandet per saldar un deute de 300 rubles que tenia amb un usurer. Aquesta traducció despertaria la seva vocació i, poc després d'acabar-la, va demanar l'excedència de l'exèrcit amb la idea de dedicar-se exclusivament a la literatura. Aquell mateix any va poder deixar l'exèrcit i va començar a escriure la novel·la epistolar Pobra gent (Bédnie liudi), obra que li proporcionà els seus primers èxits de crítica i el situà de cop entre els millors escriptors russos del seu temps. L'obra fou editada i publicada en forma de llibre el 1846 i va convertir l'autor de 24 anys en una celebritat literària.
En aquesta mateixa època va començar a contraure alguns deutes i a patir amb més freqüència atacs epilèptics. Tot i així, les següents novel·les –El doble (1846), Les nits blanques (1848), Nétotxka Nezvànova (1849), El marit gelós i La dona d'un altre– no van tenir l'èxit de la primera i van patir crítiques molt negatives, la qual cosa va sumir Dostoievski en una depressió. En aquesta època va entrar en contacte amb certs grups amb idees utòpiques, anomenats nihilistes, que en la seva ideologia cerquen la llibertat de l'home.

### Presó i exili a Sibèria

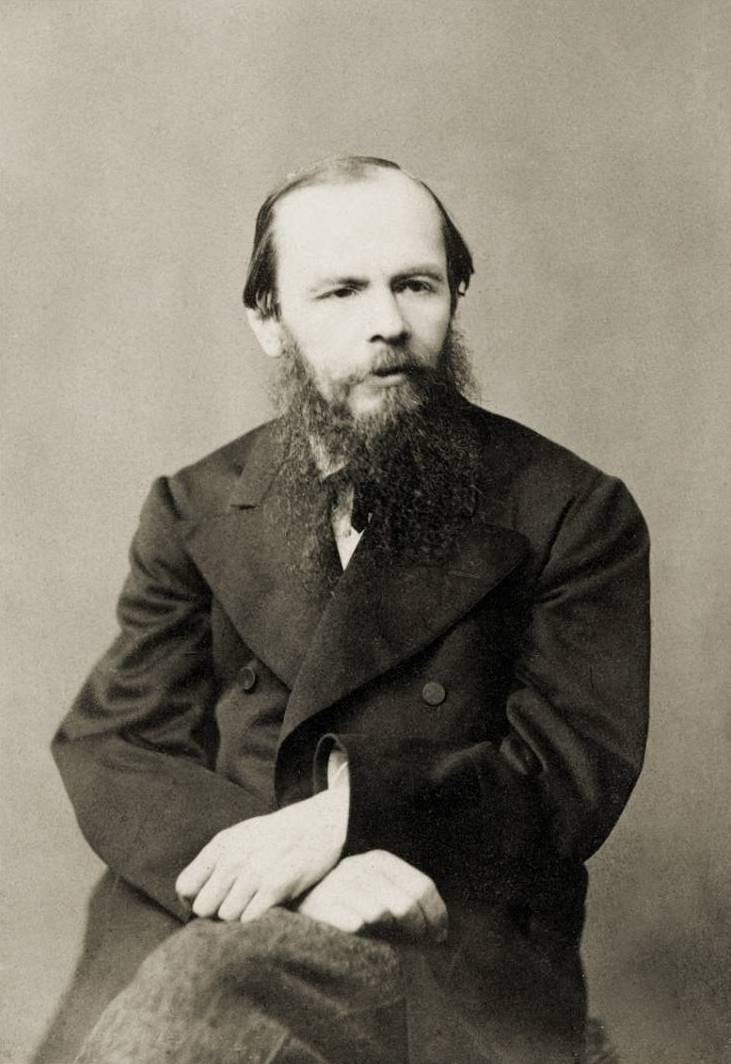
Fiódor Dostoievski el 1876

Dostoievski va ser arrestat i empresonat el 23 d'abril de 1849 acusat de formar part d'un grup intel·lectual liberal petraixevista, anomenat el Cercle Petraixevski, i va passar nou mesos a la fortalesa de Pere i Pau; el càrrec va ser el de conspirar contra el tsar Nicolau I. Després de veure les revolucions de 1848 a Europa, el tsar Nicolau I es va mostrar reticent a qualsevol tipus d'organització clandestina que pogués posar en perill el seu poder autocràtic.
El 16 de novembre, Dostoievski i uns altres vint acusats petraixevistes van ser condemnats a mort per haver participat en activitats antigovernamentals. El 22 de desembre, els presoners van ser conduïts al pati de la presó per ser afusellats. Quan el piquet d'execució estava a punt de fer-ho, arribà l'indult i la seva pena va ser commutada per cinc anys de treballs forçats a Omsk (Sibèria). El simulacre d'afusellament deixà un solc molt pregon en la seva ànima, i en diferents llocs de les seves obres evoca l'estat d'esperit de l'home que espera d'ésser executat a qualsevol hora.
Durant aquesta època els atacs epilèptics van anar en augment. Anys més tard, Dostoievski va descriure al seu germà els patiments que va experimentar durant els anys que va passar «silenciat dins d'un taüt». La terrible experiència a la presó la relataria més endavant al llibre Apunts de la casa morta. En una descripció de la caserna on va estar reclòs, la qual segons les seves pròpies paraules «hauria d'haver estat enderrocada anys enrere», va escriure: 
| « | A l'estiu, tancament intolerable; a l'hivern, fred insuportable. Tots els terres eren podrits. La brutícia del terra tenia una polzada de gruix; un podia relliscar i caure […] Vivíem amuntegats com les dogues d'una bóta […] Ni tan sols hi havia lloc per fer un volt. Era impossible no comportar-se com porcs, des de l'alba fins al capvespre. Puces, polls i escarabats a grapats. | » |

El 1854, va quedar en llibertat i es va reincorporar a l'exèrcit com a soldat ras. Durant els següents cinc anys formaria part del Setè Batalló, un regiment de tiradors siberians, i estava aquarterat a la fortalesa de Semipalàtinsk, al Kazakhstan, prop de la frontera xinesa. L'amistat d'un admirador seu destinat allí com a fiscal, el baró de Vrànguel, i els canvis que el 1861 es produïren a Rússia amb l'alliberament dels serfs feren que Dostoievski pogués menar una vida més humana: podia escriure i podia llegir. Mentre era allà, va començar una relació amb Maria Dmítrievna Issàieva, l'esposa d'un conegut seu, un modest funcionari de duanes a Sibèria; després de la mort del seu marit, era una vídua amb pocs recursos i mare d'un fill de set anys; Fiódor i Maria es van casar el febrer de 1857.
Dostoievski es va convertir en un agut crític del nihilisme i del moviment socialista de la seva època i en part va dedicar els seus llibres Els dimonis i Diari d'un escriptor a exposar el conservadorisme i criticar les idees socialistes. Més endavant va fer amistat amb l'estadista conservador Konstantín Pobedonóstsev i abraçà alguns dels principis del Pótxvennitxestvo, moviment favorable a l'emancipació dels serfs.

### Escriptor consolidat

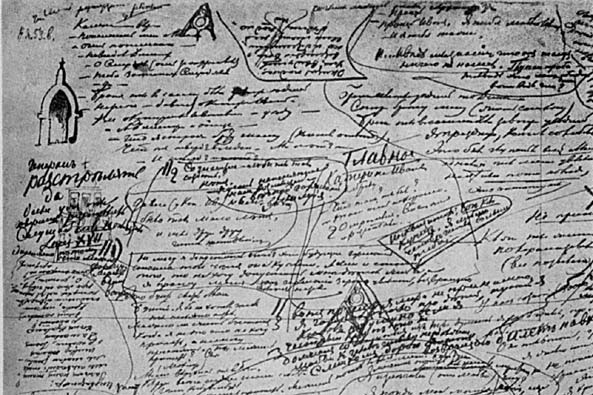
Apunts per al capítol V dEls germans Karamàzov

Aquell va ser un moment crític en la vida de l'autor. Dostoievski va abandonar des d'aleshores els seus pensaments radicals i es va convertir en un home profundament conservador i extremadament religiós. Per aquesta època comença a escriure Apunts de la casa morta, basant-se en les seves experiències com a presoner.
El 1859, després de mesos de laborioses gestions, va aconseguir ser llicenciat amb la condició de residir a qualsevol lloc excepte a Sant Petersburg i Moscou, per la qual cosa es va traslladar a Tver. Allà va aconseguir publicar El somni de l'oncle (Diàdiuixkin son) i Stepàntxikovo i els seus habitants (Seló Stepàntxikovo i egó obitàteli), dues novel·les humorístiques que no van obtenir la crítica que Dostoievski esperava. El desembre del mateix any, finalment, se li va permetre tornar a Sant Petersburg, on no va trobar cap dels seus antics amics, ni tampoc cap ressò de la seva fama. A la gran ciutat fundaria amb el seu germà Mikhaïl la revista Vrèmia ('El Temps'), i dins el primer número va aparèixer Humiliats i ofesos (Uníjennie i oskorbliónnie), obra també inspirada en la seva etapa siberiana. La publicació dels Apunts de la casa morta (Zapiski iz miórtvogo doma, 1861) li va tornar la celebritat; va ser publicada per capítols a la revista Russki Mir ('El Món Rus').
Durant 1862 i 1863 va realitzar diversos viatges per Europa que el van portar a Berlín, París, Londres, Ginebra, Torí, Florència i Viena. Durant aquests viatges va començar una relació amb Pavlina Súslova, una estudiant d'idees avançades, que va abandonar poc després. Va perdre molts diners jugant a la ruleta i va tornar a Rússia a final d'octubre de 1863, sol i sense diners. Durant aquest temps la seva revista havia estat prohibida per haver publicat un article sobre la revolució polonesa de 1863.

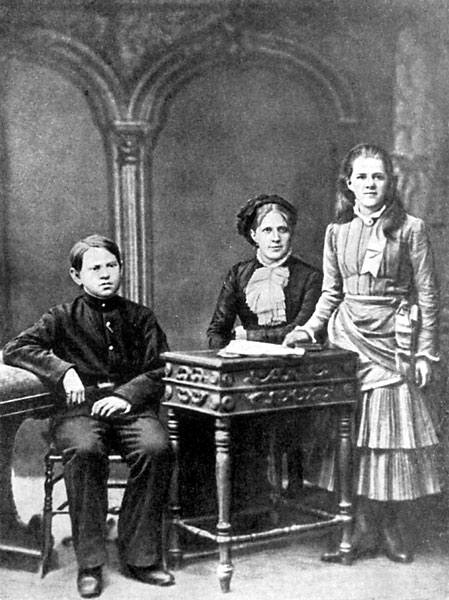
Anna amb els dos fills

El 1864, va aconseguir editar amb el seu germà una nova revista anomenada Epokha ('Època'); des d'aquesta revista feu propaganda de les seves noves idees: la intel·lectualitat s'havia d'acostar al poble, i el poble rus i l'Església Ortodoxa havien de conservar l'esperit del cristianisme –traït a l'occident d'Europa–, fet que permetria a Rússia de superar el feudalisme i d'evitar el capitalisme. A Epokha va publicar Apunts del subsol, obra que reflecteix la seva experiència siberiana. L'ànim de Dostoievski va acabar d'ensorrar-se després de la mort de la seva esposa, seguit poc temps després per la del seu germà. A més, el seu germà Mikhaïl va deixar vídua, quatre fills i un deute de 25.000 rubles, als quals Fiódor havia de fer front. Es va enfonsar en una profunda depressió i en el joc, que li va seguir provocant uns grans deutes. Per escapar de tots els seus problemes financers i de la pressió dels seus creditors, va fugir a l'estranger, on va perdre els diners que li quedaven en diversos casinos. Allà es va retrobar amb Pavlina Súslova i va intentar tornar amb ella, però va ser rebutjat.
El 1865 va començar la redacció de Crim i càstig (Prestuplénie i nakazànie), una de les seves obres cabdals, la primera de la sèrie de grans novel·les que el van consagrar definitivament com un dels més grans genis del seu temps; va aparèixer publicada a la revista Russki Vèstnik ('El Missatger Rus') amb gran èxit. Alhora, en tan sols vint-i-sis dies, va dictar a una jove taquígrafa de vint anys, Anna Grigórievna Snítkina, l'obra El jugador (Igrok); ho havia de fer en poc temps, ja que havia de lliurar una altra novel·la en una data fixa o hauria perdut els drets d'autor de les seves pròpies obres durant nou anys. La relació amb Anna va fer-se sentimentalment més propera fins que finalment s'hi va casar el 15 de febrer de 1867. Tingueren quatre fills, dos dels quals moriren molt aviat. Assetjat pels creditors, el matrimoni se n'anà a l'estranger (1867-1871) i feu llargues estades a Ginebra, a Florència i, sobretot, a Dresden.
Aquests anys foren penosos, però també d'una activitat intensa. A Ginebra és on va néixer la seva primera filla, que va morir poc temps després; aquest esdeveniment va sumir l'escriptor en un profund dolor i a partir d'aquest moment va sucumbir a la temptació del joc i va patir freqüents atacs epilèptics. Després de néixer el seu segon fill, va establir un elevat ritme de treball que li va permetre publicar obres com L'idiota (Idiot, 1868) o Els dimonis (Bessi, 1870), que es va publicar l'any següent; ambdues obres li van proporcionar una gran fama i la possibilitat de tornar al seu país, on va ser rebut amb entusiasme.

### Darrers anys

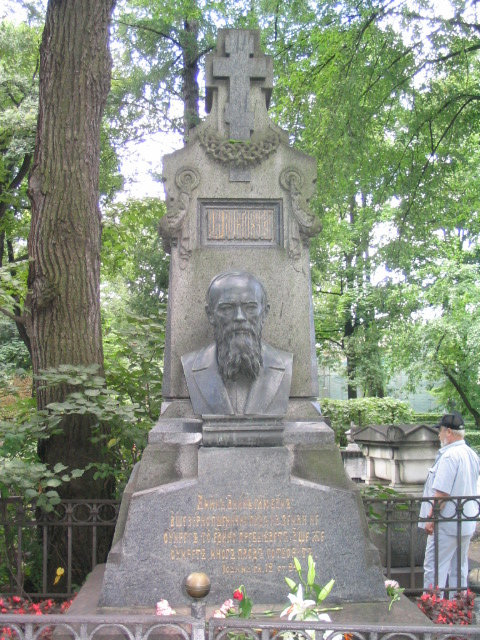
Tomba de Dostoievski al monestir d'Aleksandr Nevski

En aquest context, a partir de 1873, va acceptar la direcció del setmanari Grajdanín ('El Ciutadà'), on va crear una secció, «Diari d'un escriptor» (Dnevnik pissàtelia), en la qual escrivia ell sol, recopilant històries curtes, articles polítics i crítica literària; va obtenir un gran èxit. En aquesta obra s'erigeix com a guia espiritual del país i reivindica un nacionalisme rus articulat entorn de la fe ortodoxa i oposat al decadentisme de l'Europa Occidental, per la cultura de la qual, això no obstant, no va deixar de sentir una profunda admiració. A principis de 1878 aquesta publicació es veuria interrompuda per la redacció d'Els germans Karamàzov (Bràtia Karamàzovi), obra que apareixeria en gran part a la revista Russki Vèstnik. Freud, a la seva obra  Dostoievski i el parricidi, afirma que és la millor novel·la que mai s'ha escrit.
El 1880 va participar en la inauguració del monument a Aleksandr Puixkin a Moscou, on va pronunciar un memorable discurs sobre el destí de Rússia al món. El 8 de novembre d'aquell mateix any, va acabar Els germans Karamàzov a Sant Petersburg, obra que el mateix escriptor va considerar la seva obra mestra, on condensa els temes més característics de la seva literatura: agudes anàlisis psicològiques, la relació de l'home amb Déu, l'angoixa moral de l'home modern i les apories de la llibertat humana. El 9 de febrer de 1881 va morir en aquesta ciutat com a conseqüència d'una hemorràgia pulmonar associada a un emfisema i a un atac epilèptic. Va ser enterrat al cementiri Tikhvin, dins del monestir d'Aleksandr Nevski, a Sant Petersburg. Es calcula que van assistir al funeral unes seixanta mil persones. A la seva làpida sepulcral es pot llegir el següent versicle de Sant Joan, que va servir també com a epígraf de la seva darrera novel·la, Els germans Karamàzov: 
| «                             | En veritat, en veritat us dic que si el gra de blat que cau a la terra no mor, queda sol, però si mor produeix molt fruit. | » |
| — Evangeli de Sant Joan 12:24 | |   |

## Influència
L'obra de Dostoievski ha influït en molts altres escriptors rellevants, des de Hermann Hesse fins a Marcel Proust, William Faulkner, Albert Camus, Franz Kafka, Yukio Mishima, Charles Bukowski, Roberto Arlt, Ernesto Sábato i Gabriel García Márquez, per esmentar-ne alguns. Realment cap dels grans escriptors del segle xx ha estat aliè a la seva obra, amb algunes rares excepcions, com poden ser Vladímir Nabókov, Henry James o D.H. Lawrence. El novel·lista nord-americà Ernest Hemingway també va citar Dostoievski en una de les seves últimes entrevistes com una de les seves principals influències. Pel que fa al seu pes dins la cultura russa, el 1927, des del seu exili a París, Aleksei Rémizov va escriure: «Dostoievski és Rússia. Rússia no existeix sense Dostoievski».

## Obra

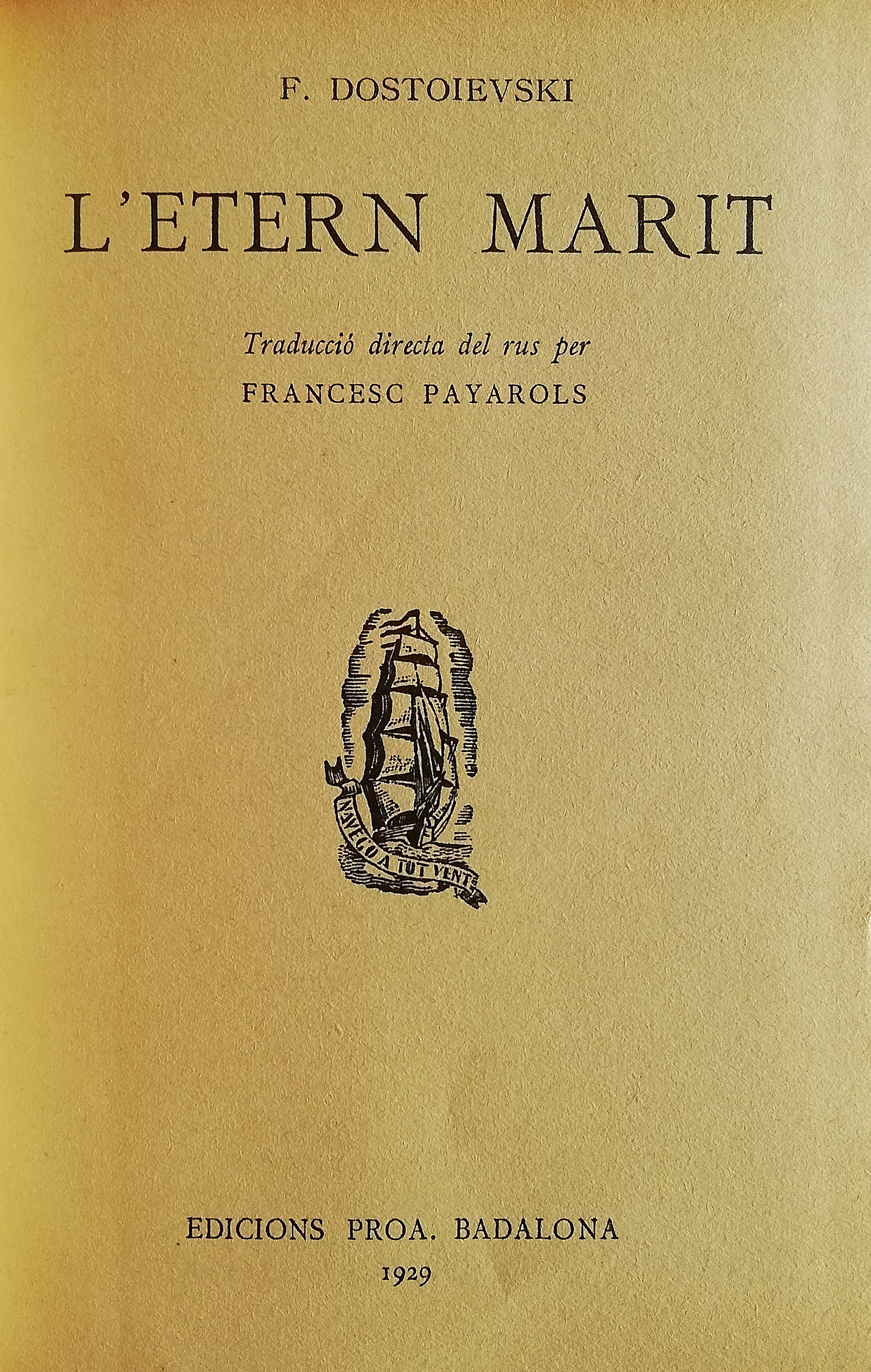
L'Etern Marit (Вечный муж) de Dostoievski, traducció catalana publicada a Badalona l'any 1929 dins la col·lecció A tot vent

### Estil, temàtiques i personatges
Dostoievski va crear una obra amb una immensa vitalitat i un poder gairebé hipnòtic caracteritzada; per exemple, per escenes febrils i dramàtiques on els personatges es mouen en atmosferes escandaloses i explosives, ocupats en apassionats diàlegs socràtics «a la russa», a la recerca de Déu, el mal i el sofriment dels innocents. Ha estat comparat amb Herman Melville com un escriptor de mites.
Els personatges es poden classificar en diverses categories: cristians humils i modests (com el príncep Mixkin, Sónia Marmelàdova, Alioixa Karamàzov), nihilistes autodestructius (com Svidrigàilov, Smerdiakov, Stavroguin, Maslobóiev), cínics llibertins (com Fiódor Karamàzov, el príncep Valkovski a Humiliats i ofesos), intel·lectuals rebels (com Raskólnikov, Ivan Karamàzov, Ippolit Teréntiev); a més, els seus personatges es regeixen per idees més que per imperatius biològics o socials.
A les novel·les de Dostoievski transcorre poc temps –moltes vegades només uns dies– i això permet a l'autor fugir d'un dels trets dominants de la prosa realista: el deteriorament físic que produeix el pas del temps. Els seus personatges encarnen valors espirituals que són per definició intemporals. L'escriptor austríac Stefan Zweig va afirmar:
| «                                                   | Apartats del món per amor al món, irreals per pura passió de realitat, les figures de Dostoievski semblen, al principi, una mica simplistes. La seva marxa no és rectilínia, ni persegueix cap finalitat visible. Aquests homes tots adults, tots homes fets, caminen pel món a les palpentes com els cecs i tenen la torpor dels borratxos. Els veiem aturar-se, mirar al voltant, fer tota mena de preguntes, per aventurar de nou, sense esperar resposta, cap al desconegut. | » |
| — Tres mestres. Balzac, Dickens, Dostoievski (1920) | |   |

Altres temes recurrents en la seva obra són: el suïcidi, l'orgull ferit, la destrucció dels valors familiars, el renaixement espiritual a través del patiment –que n'és un dels punts capitals–, el rebuig d'Occident i l'afirmació de l'ortodòxia russa i el tsarisme. Quan es defineix el treball de Dostoievski com a polifònic és perquè, a diferència d'altres novel·listes, no sembla aspirar a tenir una visió única i va més enllà, descrivint situacions des de diversos angles. Dostoievski engendra novel·les plenes de força dramàtica en les quals els personatges i punts de vista contraposats es desenvolupen lliurement sempre en un crescendo violent.

### Principals obres

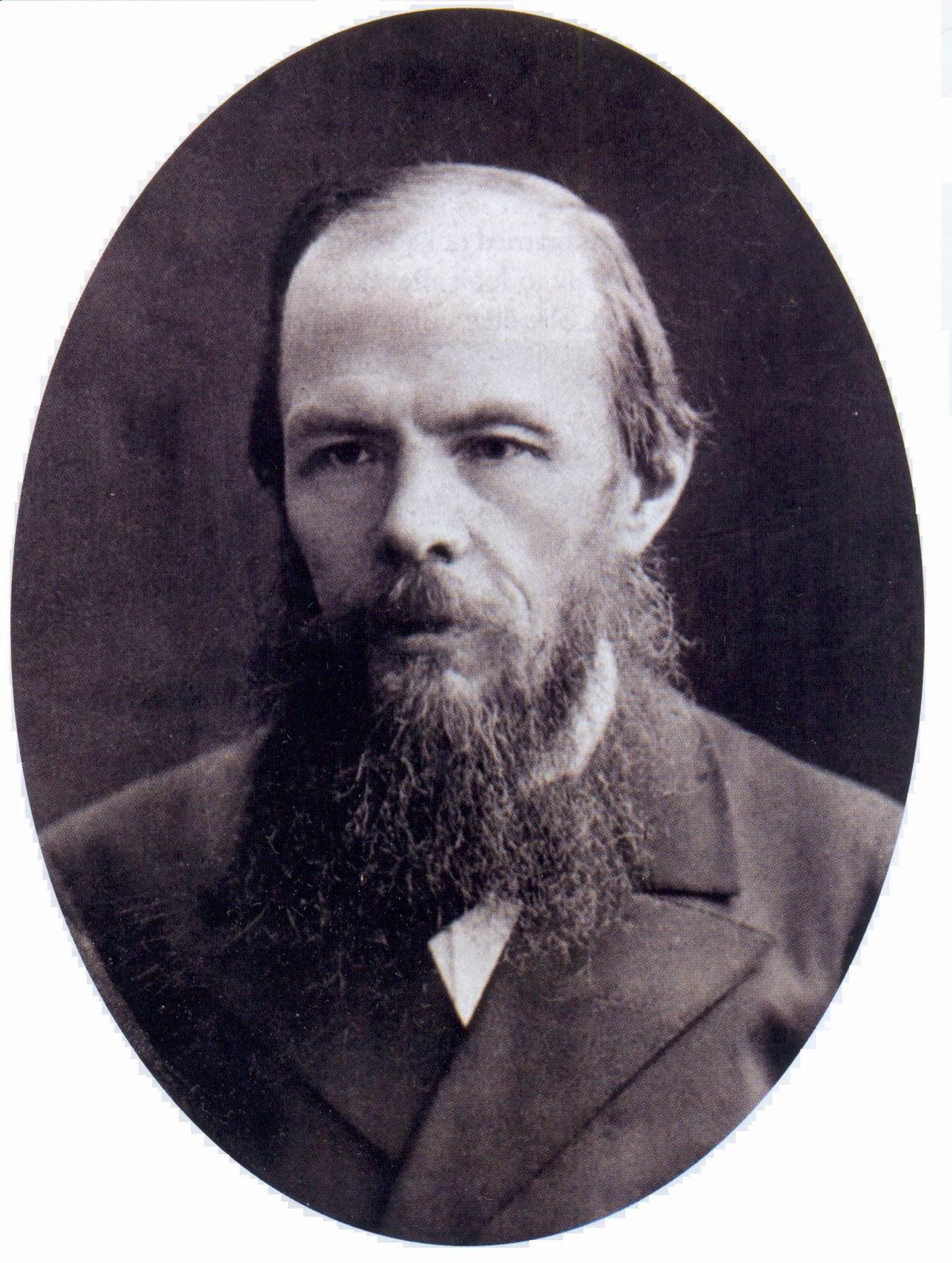
Foto de Dostoievski (1879)

- Pobra gent (Бедные люди, Bednie liudi) (1846)
- El doble (Двойник. Петербургская поэма, Dvoinik. Peterbúrgskaia poema) (1846)
- Una novel·la en nou cartes (Роман в девяти письмах, Roman v deviatí písmakh) (1847)
- Les nits blanques (Белые ночи, Belie notxi) (1848)
- Nétotxka Nezvànova (Неточка Незванова) (inacabada) (1849)
- Stepàntxikovo i els seus habitants (Село Степанчиково и его обитатели, Seló Stepàntxikovo i egó obitàteli) (1859)
- Humiliats i ofesos (Униженные и оскорбленные, Uníjennie i oskorbliónnie) (1861)
- Apunts de la casa morta (Записки из мертвого дома, Zapiski iz miórtvogo doma) (1861-1862)[31]
- Apunts del subsol (Записки из подполья, Zapiski iz podpólia) (1864)
- Crim i càstig (Преступление и наказание, Prestuplénie i nakazànie) (1866)
- El jugador (Игрок, Igrok) (1866)
- L'idiota (Идиот, Idiot ) (1868-1869)
- L'etern marit (Вечный Муж, Vetxni muj) (1870)
- Els dimonis (Dostoievski) (Бесы, Bessi) (1871-1872)
- L'adolescent (Подросток, Podróstok) (1875)
- Els germans Karamàzov (Братья Карамазовы, Bràtia Karamàzovi) (1879-1880)
- Diari d'un escriptor (Дневник писателя, Dnevnik pissàtelia) (1873-1881)

### Relats curts
- El senyor Prokhartxin (Γοcпoдин Пpoxapчин, Gospodín Prokhartxin) (1846)
- La dispesera (Xoзяйкa, Khoziaika) (1847)
- L'arbre nadalenc i el casament (Ёлка и свадьба, Iolka i svadba) (1848)
- Un cor feble (Слабое сердце, Slàboie serdtse) (1848)
- Un lladre honest (Честный вор, Txestni vor) (1848)
- Polzunkov (Πoлзyнкoв) (1848)
- Un episodi vergonyós (Скверный анекдот, Skverni anekdot) (1862)
- El cocodril (Kpoкoдил, Krokodil) (1865)
- Bobok (Бобок) (1873)
- Una criatura gentil (Кроткая, Krótkaia) (1876)
- El somni d'un home ridícul (Сон смешного человека, Son smeixnogo txeloveka) (1877)

### Traduccions al català
- Cartes (1838-1867), traducció de Miquel Cabal Guarro. Barcelona: Edicions del Cràter, 2023.
- L'adolescent, traducció de Josep Maria Güell. Barcelona: Proa, 1998. ISBN 84-8256-531-1
- Apunts del subsòl, traducció de Miquel Cabal Guarro. Barcelona: Llibres de l'Índex, 2002. ISBN 84-95317-38-9
- Apunts del subsol, traducció revisada de Miquel Cabal Guarro. Pròleg de Jordi Nopca. Barcelona: Angle editorial, 2021. ISBN 84-18197-47-5 Error en ISBN: suma de verificació no vàlida
- Crim i càstig, traducció d'Andreu Nin. Barcelona: Proa, 1929.
  - Barcelona: Proa, 1965. ISBN 84-7739-304-4
  - Barcelona: Aymà, 1977. ISBN 84-209-3891-2
  - Barcelona: Folio / Proa, 1999. ISBN 84-8256-941-4
  - Barcelona: Proa, 2003. ISBN 84-8437-600-1
  - Badalona: Sàpiens, 2005. ISBN 84-96414-75-2
  - Adaptació escènica de Josep Maria Jordà i Lluís Capdevila. Barcelona: Llibreria Millà, 1936.
- Crim i càstig, traducció de Miquel Cabal Guarro. Barcelona: Alpha (Bernat Metge Universal), 2021. ISBN 978-84-9859-365-5
- Dimonis, traducció de Josep Maria Güell. Barcelona: Edhasa, 1987. ISBN 84-350-3378-3
- La dispesera, traducció indirecta de Josep Carner Ribalta. Barcelona: Llibreria Catalònia, [?].

(juntament amb Les nits blanques), traducció de Francesc Pagès. Barcelona: Selecta, 1972.
- L'etern marit, traducció de Francesc Payarols. Badalona: Proa, 1929.
  - Barcelona: Proa, 1969.
  - Barcelona: El Observador de la Actualidad, 1992.
- Gent pobra, trad., ed. i notes de Loïç Miquel Pérez. Almansa, El Toll, 2021. ISBN 978-84-123683-2-1
- Els germans Karamàzov, traducció indirecta de Joan Sales. Barcelona: Club Editor, 1961. ISBN 84-7329-046-1
  - Barcelona: Club Editor, 1984. ISBN 84-86295-49-1
  - Traducció revisada per Arnau Barios. Barcelona: Club Editor, 2014. ISBN 84-7329-183-5 Error en ISBN: suma de verificació no vàlida
  - Adaptació escènica de Jacques Copeau i Jean Croqué, traducció de Josep Maria Millàs-Raurell. Barcelona: Escola Catalana d'Art Dramàtic, 1923.
- El gran inquisidor, traducció d'Anna Soler i Nina Avrova. Tarragona: Arola, 2008. ISBN 978-84-92408-09-2
- L'idiota, traducció de Josep Maria Güell. Barcelona: Edicions 62 / la Caixa, 1982. ISBN 84-297-1923-7.
- El jugador, traducció de Reyes García i Teresa Camañes. València: Tres i Quatre, 2006. ISBN 84-7502-761-X
- Memòries de la casa morta, traducció de Jaume Creus. Martorell: Adesiara, 2011. ISBN 978-84-92405-43-5.
- Memòries del subsòl, traducció de Raquel Ribó. Barcelona: Universitat Pompeu Fabra / Destino, 2004. ISBN 84-9710-066-2
- Les nits blanques, traducció de P. Montserrat-Falsaveu. Barcelona: Rosa dels Vents, 1937.
  - (juntament amb La dispesera), traducció de Francesc Pagès. Barcelona: Selecta, 1972.
  - Nits blanques, traducció de Ricard Altés. Barcelona: Fundació Teatre Lliure, 2004. ISBN 84-86295-48-3
  - Les nits blanques, traducció de Miquel Cabal Guarro. Barcelona: Angle. ISBN 84-16139-66-8 Error en ISBN: suma de verificació no vàlida
- El petit heroi, traducció de Monika Zgustová. Barcelona: Laertes, 1984. ISBN 84-7584-003-5
  - Barcelona: Columna, 1990. ISBN 84-7809-152-1
- El cocodril i altres narracions (Un episodi vergonyós, L'esposa d’un altre i el marit sota el llit, Bobok i El cocodril), traducció de Margarita Ponsatí-Murlà. Girona: Papers amb accent, 2010. ISBN 84-936819-7-5 Error en ISBN: suma de verificació no vàlida
- El somni de l'oncle, traducció indirecta de Prudenci Bertrana. Badalona: Proa, 1936.
- El somni d'un home ridícul (conté, a més a més: Una novel·la en cinc cartes. Un cor dèbil. Un lladre honrat. Una noia dòcil), traducció de Marta Nin. Barcelona: Godall, 2021.
- Stepàntxikovo i els seus habitants, traducció d'Andreu Nin. Badalona: Proa, 1933.
- Un vell amant (dins Novelas catalanas y extrangeras publicadas en lo folletí de La Renaixensa: Any 1892). Barcelona: La Renaixensa, 1892.